# Æthelheard (Hwicce)
Æthelheard (auch Æthelheardus, Ædilheard, Ædilheardus, Æðilheard, Ædilhard) war ein angelsächsischer König der Hwicce im frühen 8. Jahrhundert.

## Leben
Æthelheard war ein Sohn und Nachfolger des Königs Oshere. Er folgte diesem gemeinsam mit Æthelweard vor 706 als subregulus (Unterkönig) auf den Thron. Einige Historiker gehen davon aus, dass die Brüder Æthelheard, Æthelweard, Æthelric und Æthelberht gemeinsam regierten.
Die wenigen bekannten Fakten seines Lebens ergeben sich aus Urkunden, die er ausstellte oder als Zeuge unterschrieb: 692 unterzeichneten Æðilheard, Æðilweard, Æðelberht und Æðelric eine Landschenkung Æthelred von Mercias an den Mönch Oslaf. Im Jahr 693 bezeugten die vier Brüder, dass Oshere „zur Erlösung seiner Seele“ Cuthswith, der Äbtissin von Penintanham (wahrscheinlich Inkberrow, Worcs.), Land überließ. Zwischen 704 und 709 verkauften Ædilheardus und Ædiluueardus ohne Angabe ihres Titels Land. Im Jahr 709 unterzeichnete Æthelheard mit Æhilhardus rex, während er 714 Wictiorum subregulus („Unterkönig der Hwicce“) genannt wurde. Æthelheards Todesdatum ist unbekannt.